# Elastica (álbum)
Elastica es el álbum debut homónimo de la banda Elastica, que fue lanzado en 1995. El álbum llegó al puesto #34 en el Top 100 Albums de 1995 por Rate Your Music y fue nominado a un Mercury Music Prize.

## Lista de canciones
Existen 3 ediciones distintas de este disco.
| Edición Reino Unido CD, UK, Deceptive, BLUFF014CD LP, UK, Deceptive, BLUFF014LPN MC, UK, Deceptive, BLUFF014MC |               |                                                                           |          |  |
| N.º | Título        | Escritor(es)                                                              | Duración |  |
| 1. | «Line Up»     | Justine Frischmann/Elastica                                               | 3:15     |  |
| 2. | «Annie»       | Donna Matthews/Elastica                                                   | 1:15     |  |
| 3. | «Connection»  | Justine Frischmann/Elastica                                               | 2:22     |  |
| 4. | «Car Song»    | Justine Frischmann/Elastica                                               | 2:24     |  |
| 5. | «Smile»       | Frischmann/Matthews/Elastica                                              | 1:40     |  |
| 6. | «Hold Me Now» | Frischmann/Matthews/Elastica                                              | 2:23     |  |
| 7. | «S.O.F.T»     | Justine Frischmann/Elastica                                               | 3:59     |  |
| 8. | «Indian Song» | Justine Frischmann/Elastica                                               | 2:48     |  |
| 9. | «Blue»        | Matthews/Elastica                                                         | 2:23     |  |
| 10. | «All-Nighter» | Justine Frischmann/Elastica                                               | 1:31     |  |
| 11. | «Waking Up»   | Frischmann/Hugh Cornwell/Jean Jacques Burnel/David Greenfield/Brian Duffy | 3:16     |  |
| 12. | «2:1»         | Justine Frischmann/Elastica                                               | 2:31     |  |
| 13. | «Vaseline»    | Justine Frischmann/Elastica                                               | 1:20     |  |
| 14. | «Never Here»  | Justine Frischmann/Elastica                                               | 4:27     |  |
| 15. | «Stutter»     | Justine Frischmann/Elastica                                               | 2:23     |  |

| Edición limitada del Reino Unido LP con el Elasticatalogue y un flexi disc con la canción Cleopatra.LP, UK, Deceptive, BLUFF014LP, 10.000 copias |               |                                                                           |          |  |
| N.º | Título        | Escritor(es)                                                              | Duración |  |
| 1. | «Line Up»     | Justine Frischmann/Elastica                                               | 3:15     |  |
| 2. | «Annie»       | Donna Matthews/Elastica                                                   | 1:15     |  |
| 3. | «Connection»  | Justine Frischmann/Elastica                                               | 2:22     |  |
| 4. | «Car Song»    | Justine Frischmann/Elastica                                               | 2:24     |  |
| 5. | «Smile»       | Frischmann/Matthews/Elastica                                              | 1:40     |  |
| 6. | «Hold Me Now» | Frischmann/Matthews/Elastica                                              | 2:23     |  |
| 7. | «S.O.F.T»     | Justine Frischmann/Elastica                                               | 3:59     |  |
| 8. | «Indian Song» | Justine Frischmann/Elastica                                               | 2:48     |  |
| 9. | «Blue»        | Matthews/Elastica                                                         | 2:23     |  |
| 10. | «All-Nighter» | Justine Frischmann/Elastica                                               | 1:31     |  |
| 11. | «Waking Up»   | Frischmann/Hugh Cornwell/Jean Jacques Burnel/David Greenfield/Brian Duffy | 3:16     |  |
| 12. | «2:1»         | Justine Frischmann/Elastica                                               | 2:31     |  |
| 13. | «Vaseline»    | Justine Frischmann/Elastica                                               | 1:20     |  |
| 14. | «Never Here»  | Justine Frischmann/Elastica                                               | 4:27     |  |
| 15. | «Stutter»     | Justine Frischmann/Elastica                                               | 2:23     |  |
| 16. | «Cleopatra»   | Justine Frischmann/Elastica                                               |          |  |

| Edición mundial CD, US, Geffen, DGCCD-24728 LP, US, Geffen, DGCLP-24728 con Elasticatalogue CD, EU, Geffen, GED 24728 CD, AUS, Geffen, GEFD24728, 1996 vendido con el sencillo Car Song |                   |                                                                           |          |  |
| N.º | Título            | Escritor(es)                                                              | Duración |  |
| 1. | «Line Up»         | Justine Frischmann/Elastica                                               | 3:15     |  |
| 2. | «Annie»           | Donna Matthews/Elastica                                                   | 1:15     |  |
| 3. | «Connection»      | Justine Frischmann/Elastica                                               | 2:22     |  |
| 4. | «Car Song»        | Justine Frischmann/Elastica                                               | 2:24     |  |
| 5. | «Smile»           | Frischmann/Matthews/Elastica                                              | 1:40     |  |
| 6. | «Hold Me Now»     | Frischmann/Matthews/Elastica                                              | 2:23     |  |
| 7. | «S.O.F.T»         | Justine Frischmann/Elastica                                               | 3:59     |  |
| 8. | «Indian Song»     | Justine Frischmann/Elastica                                               | 2:48     |  |
| 9. | «Blue»            | Matthews/Elastica                                                         | 2:23     |  |
| 10. | «All-Nighter»     | Justine Frischmann/Elastica                                               | 1:31     |  |
| 11. | «Waking Up»       | Frischmann/Hugh Cornwell/Jean Jacques Burnel/David Greenfield/Brian Duffy | 3:16     |  |
| 12. | «2:1»             | Justine Frischmann/Elastica                                               | 2:31     |  |
| 13. | «See That Animal» | Anderson/Justine Frischmann/Elastica                                      | 2:21     |  |
| 14. | «Stutter»         | Justine Frischmann/Elastica                                               | 2:23     |  |
| 15. | «Vaseline»        | Justine Frischmann/Elastica                                               | 1:20     |  |

## Singles
- "Stutter" - 1993
- "Line Up" - 1994
- "Connection" - 1994
- "Waking Up" - 1994
- "Car Song" - 1996